# Universität Huế
Die Universität Huế  (vietn.: Đại học Huế, engl.: Hue University) ist eine Universität in der zentralvietnamesischen Stadt Huế. 
Die Universität entstand laut Gründungsbeschluss aus dem Jahr 1994 aus sechs in Huế angesiedelten Hochschulen. Vereint wurden die pädagogische, die medizinische und kunsthistorischen Hochschule der Stadt sowie die allgemeine und die agrarwissenschaftlichen Universitäten. Die medizinische Hochschule, ursprüngliche eine Fakultät der Universität, erhielt 2007 ihren heutigen Namen Huế University Of Medicine and Pharmacy. Sie untersteht einerseits direkt dem Ministry of Education and Training (MOET), ist aber formal noch Teil der Universität Huế. Diese Fakultät war ab 1961 im Rahmen eines Bildungshilfeprogramms der deutschen Bundesregierung unter der Leitung von Horst-Günther Krainick aufgebaut worden. Sie war jedoch schon vorher gegründet worden.